# 奧西歐拉縣 (愛阿華州)
奧西歐拉縣（英語：Osceola County）是美國愛阿華州西北部的一個縣，北鄰明尼蘇達州。面積1,035平方公里。根據美國2000年人口普查，共有人口7,003人。縣治西布利（Sibley）。
成立於1871年。縣名紀念塞米諾爾人領袖奧西歐拉。